# Aesculus × carnea
Aesculus × carnea, castaño de Indias rojo híbrido o simplemente castaño de Indias rojo, es un híbrido comercial entre las especies A. hippocastanum × A. pavia, aunque su validez es hoy día discutida. Es mucho más pequeño que su padre hipocastaño común y muchas de sus semillas son estériles.
Es bastante susceptible a enfermedades criptogámicas, y el virus «Strawberry latent ring spot» es contagiado por el nemátodo Xyphinema diversicaudatum, por inoculación mecánica.

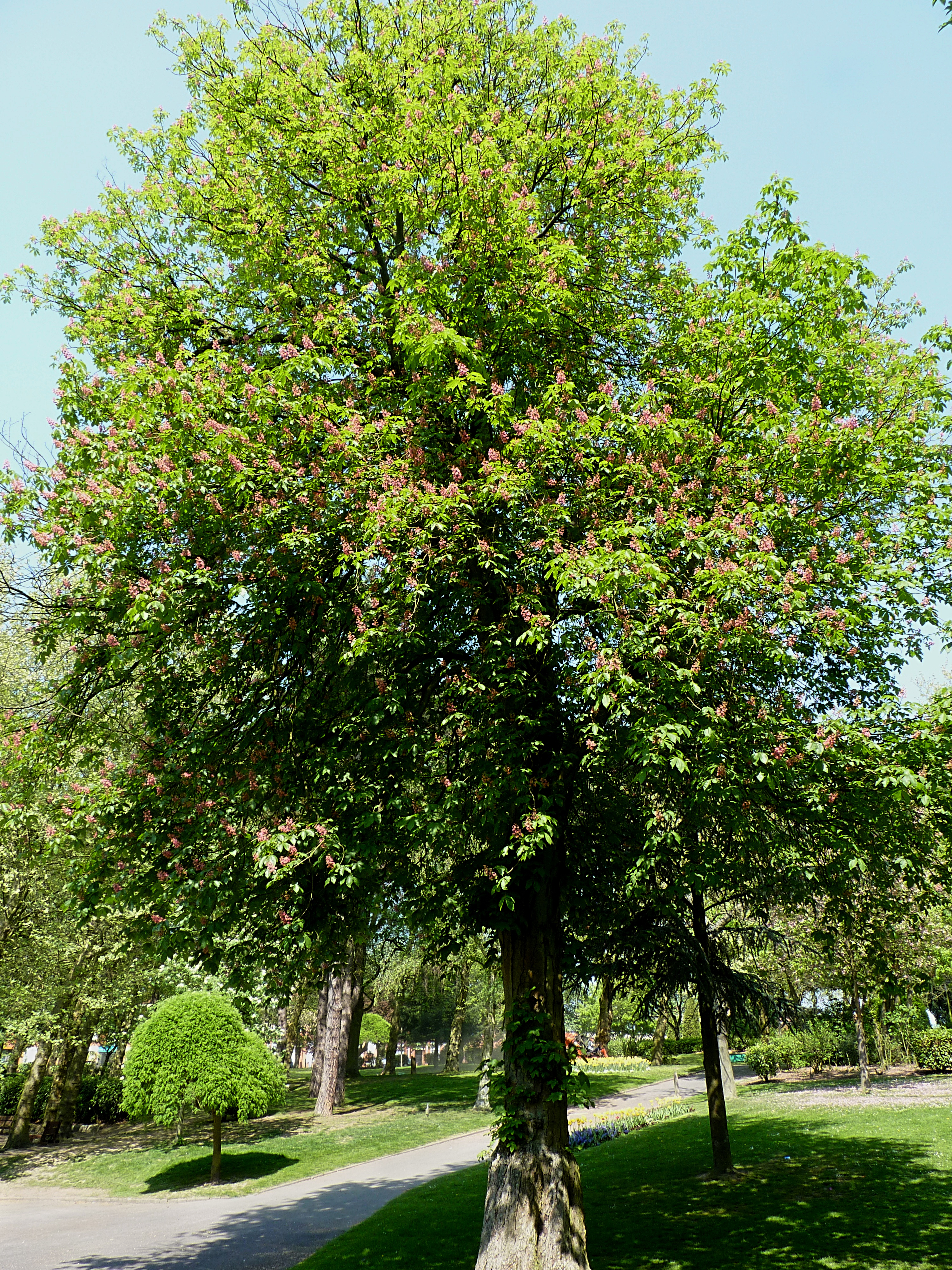
Vista general del árbol.

## Descripción
Es una planta ornamental de flores rosadas rojizas, particularmente sensibles al encharcamiento. Las hojas son compuestas y palmadas y con seis o siete folíolos, normalmente retorcidos; más oscuras, más rugosas y más pequeños que A. hippocastanum y presentan los márgenes dentados.
Las flores son de color rojo y se encuentran agrupadas en panículas de 12 a 20 cm de longitud. Muchas de las semillas son estériles. Puede llegar a medir una altura de hasta 26 metros y tiene una corteza de color verde-gris oscuro con fisuras rosadas que se vuelven rojas con el tiempo. Presenta unas gemas resinosas hacia la primavera. La floración es entre abril y mayo. Los frutos son cápsulas lisas o algo espinosas de un color verde amarronado y contienen de dos a tres semillas.

## Taxonomía
Aesculus × carnea fue descrita por Carl Ludwig Philipp Zeyher y publicado en Dendrologische Flora 43–44, en el año 1822.
Etimología
Aesculus: nombre genérico latino dado por Linneo en 1753 y 1754, a partir del Latín antiguo aesculus, -i, el roble, lo que es sorprendente, aunque en los numerosos autores de la antigüedad que lo usaron, Plinio el Viejo precisa en su Historia naturalis (16, 11) que es uno de los árboles que producen bellotas («Glandem, quae proprie intellegitur, ferunt robur, quercus, aesculus, ...» -La bellota propiamente dicha viene del roble, del aesculus, ...) y, quizás de allí proviene la confusión, pues las castañas de india tienen un lejano y superficial parecido con la bellotas por su piel dura y su carne firme y amarillenta.
carnea: epíteto latino que significa «color de carne».
Sinonimia
- Aesculus × carnea var. briotii Bean
- Aesculus × carnea var. pendula A.Henry
- Aesculus × carnea f. pendula (A.Henry) Rehder
- Aesculus × spectabilis Dippel[6]